# André Chandelle
Pour les articles homonymes, voir Chandelle.
André Chandelle est un réalisateur et scénariste de télévision et de cinéma belge.

## Biographie
André Chandelle s'est formé comme réalisateur à l'IAD. Au début des années 80, il entre à la RTBF comme régisseur et devient réalisateur deux ans plus tard. Il débute au centre de production de Liège où il va réaliser plusieurs clips musicaux. Après quelques années, il retourne à Bruxelles. Il fait alors du reportage. 
Par après, il devient réalisateur de fictions.
Depuis 2005 il partage son temps entre la Bulgarie où vit son épouse et la Belgique ou il poursuit son travail.

## Filmographie

### Réalisateur
- 1993 : Ceux du Hasard (court métrage cinéma)
- 1994 : Leon G[1] (court métrage cinéma)
- 1996 : Au-dessous du volcan[1] (documentaire)
- 1998 : Mon père des jours impairs (téléfilm)
- 1999 : Les Hirondelles d'hiver (téléfilm)
- 2001 : La Kiné (série télévisée - épisode L'Invitée)
- 2001 : Maigret (série télévisée - épisode Maigret et la croqueuse de diamants)
- 2002 : Joséphine, ange gardien (série télévisée - épisode La Vérité en face)
- 2003 : La Ronde des Flandres (téléfilm)
- 2005 : L'Évangile selon Aîmé (téléfilm)
- 2007-2007 : Septième Ciel Belgique (série télévisée - 8 épisodes)
- 2009 : Les Poissons marteaux (téléfilm)
- 2009 : Comme un mauvais souvenir (téléfilm)
- 2009 : Les Fausses Innocences (téléfilm)
- 2011 : J'étais à Nüremberg (téléfilm)
- 2015 : Life is an eternal swing (documentaire)
- 2024 : L'automne du chasseur (long métrage cinéma)
- 2025 : Simon Kimbangu, l'envoyé spécial (documentaire)

### Scénariste
- 2003 : La Ronde des Flandres (téléfilm)
- 2009 : Les poissons marteaux (téléfilm)
- 2008 : Complot d'amateurs (téléfilm)
- 2009 : Les Fausses Innocences (téléfilm)
- 2024: L'automne du chasseur (long métrage cinéma)